# Мариел Молино
Мариел Молино (енгл. Mariel Molino; Сан Дијего 18. децембар 1992) америчка је филмска, позоришна и телевизијска глумица.
Молинова је најпознатијa по улози Сесилије "Лале" Домингез у серији Морнарички истражитељи: Почеци.